# コーネリアス・ヴァンダービルト2世

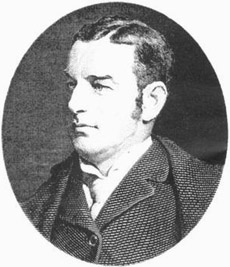
コーネリアス・ヴァンダービルト2世

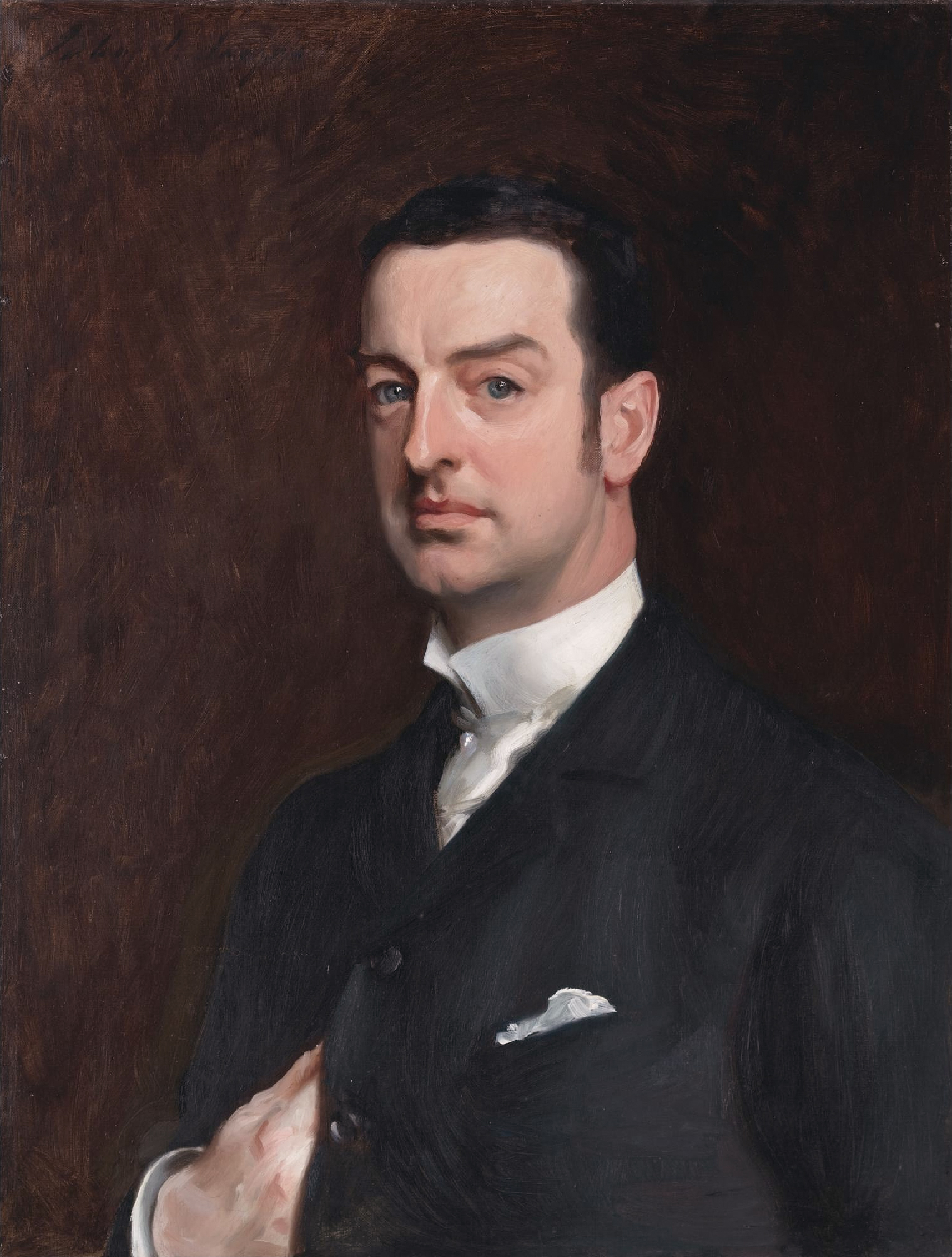
コーネリアス・ヴァンダービルト2世、ジョン・シンガー・サージェント画

コーネリアス・ヴァンダービルト2世（Cornelius Vanderbilt II, 1843年11月27日 - 1899年9月12日）は、アメリカ合衆国の実業家。同国屈指の富豪ヴァンダービルト家の相続人の1人で、鉄道王コーネリアス・ヴァンダービルト（1世）の嫡孫。
ウィリアム・ヘンリー・ヴァンダービルトとその妻のマリア・ルイーザ・キッサム（1821年 - 1896年）の間の第1子、長男としてスタテン島のニュードープに生まれた。同名の祖父コーネリアス（1世）のお気に入りの孫息子で、1877年に祖父が死去した際は500万ドルの遺産を相続した。1867年、ニューヨークのサント・バーソロミュー監督派教会（St. Bartholomew's Episcopal Church）の日曜学校の学友だった幼馴染みのアリス・クレイプール・グウィンと結婚した。コーネリアスはマンハッタン5番街に建てた本邸、ロードアイランド州ニューポートに建てた夏の別邸ブレーカーズを行き来しながら暮らした。
YMCA、赤十字、救世軍などのプロテスタント系の慈善事業に積極的に関わり、あまりにフィランソロピーに熱心に取り組んだせいでヴァンダービルト家の資産を目減りさせたと言われる。また名門クラブのニューポート・カントリークラブ（Newport Country Club）の会員でもあった。1885年に父が死ぬと、7000万ドルの遺産を相続したほか、ニューヨーク・セントラル鉄道の社主の地位を引き継いだ。仕事中毒と評されるほど職務に熱心だったが、1896年に脳卒中の発作が起きると、事業から遠ざかるのを余儀なくされた。
長男で後継ぎのウィリアム・ヘンリー（2世）はイェール大学在学中に早世しており、コーネリアスの死後は弟のウィリアム・キッサム・ヴァンダービルトにヴァンダービルト家の指導権が移った。

## 子女
妻アリスとの間に4男3女の7人の子女をもうけた。
- アリス・ヴァンダービルト（1869年 - 1874年）
- ウィリアム・ヘンリー・ヴァンダービルト2世（1870年 - 1892年）
- コーネリアス・ヴァンダービルト3世（1873年 - 1942年）
- ガートルード・ヴァンダービルト（1875年 - 1942年）
- アルフレッド・グウィン・ヴァンダービルト（1877年 - 1915年）
- レジナルド・クレイプール・ヴァンダービルト（1880年 - 1925年）
- グラディス・ムーア・ヴァンダービルト（1886年 - 1965年）